# يوليوس هاينريش كارل شومان
يوليوس هاينريش كارل شومان (1810-1868) (بالإنجليزية: Julius Heinrich Karl Schumann)‏ هو عالم نبات ألماني.